# New Athens, Illinois
New Athens là một làng thuộc quận St. Clair, tiểu bang Illinois, Hoa Kỳ. Năm 2010, dân số của làng này là 2054 người.

## Dân số
Dân số qua các năm:
- Năm 2000: 1981 người.
- Năm 2010: 2054 người.